# El Chiringuito
Cet article concerne l'émission de football. Pour la buvette de plage, voir chiringuito.
El Chiringuito (de son titre complet El Chiringuito de Jugones, littéralement : la buvette des joueurs) est une émission de télévision espagnole essentiellement consacrée au football. 
Créée en 2014 et présentée par le journaliste sportif Josep Pedrerol (es), accompagné de journalistes et consultants, elle a été diffusée initialement sur La Sexta puis à partir de fin 2015 sur Mega, chaînes du groupe Atresmedia. Elle a lieu de septembre à mai les soirs du dimanche au jeudi, de 23:45 (23:00 le dimanche) à 2:45.
Elle traite surtout du FC Barcelone et du Real Madrid, occasionnellement des autres clubs de la Liga que suivent les journalistes de l'émission : l'Athletic Club, l'Atlético de Madrid, le Séville FC, le Valence CF, le Celta de Vigo ainsi que du foot international. En outre, elle parle de futsal, basket, cyclisme, sport automobile et de tennis.
Le succès de l'émission repose sur des débats aussi longs que stériles, menés par des chroniqueurs déchaînés avec une mise en scène exagérée, mêlant informations fiables et d'insupportables exagérations.